# 데이터 클러스터

디스크 구조:
(A) 트랙
(B) 기하학적 섹터
(C) 트랙 섹터
(D) 클러스터

컴퓨터 파일 시스템에서 클러스터 혹은 할당 단위는 파일과 디렉토리(폴더)에 대해 디스크 공간을 할당하는 단위이다. 디스크상의 데이터 구조 처리의 오버헤드를 줄이기 위해서, 파일시스템은 기본적으로 각각의 디스크 섹터 대신, 클러스터라고 불리는 인접한 섹터 집단을 할당한다.
512바이트짜리 섹터를 이용하는 디스크에서, 512바이트짜리 클러스터는 하나의 섹터를 가지며, 4키비바이트 (KiB)짜리 클러스터는 8개의 섹터를 가진다.
클러스터는 파일을 저장하도록 할당될 수 있는 가장 작은 논리적 디스크 공간이다. 그러므로 큰 클러스터로 이뤄진 파일시스템에 작은 파일을 저장하게 된다면 디스크 공간이 낭비될 것이다. (그렇게 낭비되는 디스크 공간은 slack space라고 불린다.) 평균적인 파일 크기에 비해 클러스터 크기가 작을 때 파일 당 낭비되는 공간은 통계적으로 클러스터 크기의 반 가량이 될 것이다; 평균적인 파일 크기에 비해 클러스터 크기가 클 때 파일 당 낭비되는 공간은 더 커질 것이다. 그러나 클러스터 크기가 커지면 기록(원문: bookkeeping)의 오버헤드와 단편화가 줄어들며, 이것은 읽기 속도와 쓰기 속도 모두를 개선할 수 있다.
클러스터가 디스크 상에서 물리적으로 인접해 있을 필요는 없다; 클러스터는 한 트랙 넘게 걸쳐 있거나, 섹터 인터리빙이 사용되고 있다면 심지어 트랙 내에서 인접하지 않을 수도 있다. 섹터들이 여전히 논리적으로는 인접해 있기 때문에, 이것을 단편화와 혼동해서는 안 된다.
클러스터라는 용어는 도스 4.0에서 할당 단위로 바뀌게 되었다. 하지만 클러스터라는 용어가 여전히 널리 쓰인다.

## 같이 보기
- 블록 (컴퓨팅)